# Cursed Cruise
Cursed Cruise är ett studioalbum av det svenska progressiva rockbandet Soniq Circus. Detta är bandets tredje studioalbum.
Albumet utspelar sig på ett kryssningsfartyg, på vilket historiens tre huvudpersoner får ett val att spela ett kortspel om sina öden. Det som sker under själva kortspelet påverkar vad som händer i verkligheten för de olika huvudkaraktärerna, samt för fartyget de befinner sig på.

## Medverkande
- Marcus Enochsson - Gitarr och sång
- Christer Ugglin - Trumset
- Markus Nilsson - Bas
- Marco Ledri - Keyboard och gitarr
- Alexander Abrahamsson - Sång och percussion

## Låtlista
| Nr           | Titel                         | Längd |
| ------------ | ----------------------------- | ----- |
| 1.           | Unbegun (Instrumental)        | 6:00  |
| 2.           | Let the Game Begin            | 16:24 |
| 3.           | Cold Water                    | 4:27  |
| 4.           | The Quarrel                   | 6:48  |
| 5.           | The I of the Storm            | 3:55  |
| 6.           | The Accident                  | 8:30  |
| 7.           | Achilles Down                 | 7:54  |
| 8.           | In Mental Rust (Instrumental) | 5:23  |
| 9.           | Cagnazzo                      | 6:00  |
| 10.          | In the End                    | 2:12  |
| 11.          | The Last Casualty             | 4:24  |
| Total längd: | Total längd:                  | 72:57 |